# Discovery Institute
Das Discovery Institute ist eine christlich-konservative Denkfabrik in Seattle, Washington. Bekannt wurde sie durch ihre Finanzierung der Intelligent-Design-Kampagne.

## Geschichte
Das Institut wurde 1990 von Bruce Chapman, einem konservativen Ex-Politiker und ehemaligen Mitarbeiter der Regierung Reagan, in Seattle, Washington, USA gegründet. Vorläufer des Discovery Institutes war eine Zweigniederlassung des konservativen Hudson-Institutes aus Indianapolis, welches seinerseits 1961 von Herman Kahn gegründet worden war, einem Theoretiker des Kalten Krieges.

## Ziele
Nach eigenen Angaben ist es das Ziel, positive Zukunftsvisionen praktisch durchführbar zu machen, wobei der Schwerpunkt ökonomisch auf die Sicherstellung freier Märkte und gesellschaftlich auf dem Verhältnis zwischen bürgerlichen Rechten und individueller Verantwortung liegt. Bei den Betrachtungen dieser Punkte wird von einem Glauben an eine von Gott gegebene Vernunft und die Unveränderlichkeit der menschlichen Natur ausgegangen.
Das Institut produziert und verbreitet Medien, in denen mit vorgeblich wissenschaftlicher Methodik versucht wird, konservative und evangelikale Perspektiven zu belegen. Dazu gehören beispielsweise Filme, welche eine als Intelligent Design bezeichnete neokreationistische Weltanschauung fördern, wobei versucht wird, den Eindruck zu erwecken, dass diese eine wissenschaftliche Theorie sei und dass sie der biologischen Evolutionstheorie auf Augenhöhe gegenüberstehe. Die Wissenschaftlichkeit von Intelligent Design wird von der überwältigenden Mehrzahl der amerikanischen Wissenschaftsverbände verneint. Ein weiteres, essentielles Ziel des Institutes ist die Durchführung von Lobbyarbeit auf US-amerikanischer Landes- und Bundesebene mit der Absicht, ihre neokreationistischen Ziele zu fördern, beispielsweise den Schöpfungsgedanken als wissenschaftliche Theorie im naturwissenschaftlichen Unterricht an öffentlichen Schulen zu etablieren.
Im Internet erschien 1999 ein Strategiepapier des Discovery Institute, das sogenannte Wedge Document. Durch dieses Dokument gewann die Öffentlichkeit einen näheren Einblick in einige bis dahin nicht öffentlich bekannte Ziele des Institutes. So heißt es beispielsweise unter den Hauptzielen: "To replace materialistic explanations with the theistic understanding that nature and human understanding are created by god" (auf Deutsch in etwa: "Ersetzen von materialistischen Erklärungen durch eine theistische Auffassung, dass Natur und Mensch von Gott erschaffen wurden"). Das Ziel der Dominanz dieses göttlichen Schöpfungsgedankens, auch als Basis naturwissenschaftlicher Erklärungen, sollte unter anderem durch Publizierung von 30 Büchern zum Thema innerhalb von fünf Jahren, erreicht werden. Nachdem das Discovery Institute jahrelang zu der Authentizität des Dokumentes keine Angaben machte, räumte es 2005 in einer veröffentlichten Stellungnahme die Authentizität ein.

## Themenschwerpunkte
Die ersten öffentlichen politischen Auftritte des Instituts beinhalteten weltliche, meist konservative Themen; etwa zur strikten Durchsetzung von Gesetzen oder einer konservativen Fiskalpolitik, aber auch Themen wie Entwicklung einer innovativen Verkehrsinfrastruktur in der umliegenden Pazifikküstenregion (Cascadia-Projekt).

### Center for Science and Culture
1996 wurde das Center for Science and Culture (CSC), früher bekannt als Center for Renewal of Science and Culture (CRSC), als Abteilung des Discovery Institutes gegründet. Seitdem gilt es als ein Dreh- und Angelpunkt der Intelligent-Design-Bewegung und ist in der öffentlichen Wahrnehmung eng mit ihr verknüpft. Neben dem Intelligent Design, dessen Einführung als Unterrichtsstoff an öffentlichen Schulen der USA vom Discovery Institute u. a. durch kontrovers geführte Kampagnen und dem Slogan "Teach the Controversy" unterstützt wird, umfassen die Interessengebiete des Discovery-Institutes auch Themen der Bioethik, beispielsweise die gegenwärtige Stammzellenforschung, sowie Religion im öffentlichen Leben. Hierbei bezieht es in der Regel die Position der evangelikalen Christen. Dies und auch der Hintergrund der führenden Persönlichkeiten, die Finanzierung aus vorwiegend auf christliche Missionsarbeit ausgerichteten Stiftungen, sowie die Einstufung der Intelligent-Design-Bewegung als neokreationistisch haben zur Folge, dass das Discovery Institute, auch wenn es weiterhin weltliche Projekte wie das Cascadia-Projekt verfolgt, heute weithin als Denkfabrik der christlichen Rechten angesehen wird.
Das Discovery Institute greift auch andere bevorzugte Themenschwerpunkte der konservativen Rechten auf. So gilt es als eine Hochburg der Klimawandelleugner, die die globale Erwärmung oder deren menschliche Urheberschaft bestreiten.

## Führende Persönlichkeiten
Präsident ist Bruce Chapman. Vizepräsidenten sind Steven J. Buri und Stephen C. Meyer. Letzterer ist gleichzeitig Programmdirektor des Center for Science and Culture.
Das Direktorium besteht aus 15 Mitgliedern und ist vornehmlich mit konservativen Christen besetzt. So ist etwa Direktoriumsmitglied Howard Ahmanson bekannt für seine zumindest früher bestehenden Verbindungen zum Christlichen Rekonstruktionismus. So erklärte er gegenüber der Zeitung The Orange County Register (1985): „My goal is the total integration of biblical law into our lives.“ (Auf Deutsch etwa: Mein Ziel ist die vollständige Integration des biblischen Rechts in unser Leben.)
Neben diesen Mitgliedern werden noch Assoziierte angegeben, wobei nicht nur Christen aufgeführt sind, sondern etwa auch der orthodoxe Jude David Klinghoffer.
Das Center for Science and Culture wird von Programmdirektor Stephen C. Meyer und Associate Direktor John G. West geleitet. Unter den Senior Fellows des Center for Science and Culture sind neben evangelikalen Christen wie William Dembski und dem Katholiken Michael Behe auch der Anhänger der Vereinigungskirche Jonathan Wells und der agnostische Evolutionskritiker David Berlinski zu finden.

## Finanzierung
Das Institut ist als gemeinnützige Organisation eingestuft, die durch Spenden, Firmen- und Einzelbeiträge sowie durch Mitgliedsbeiträge finanziert wird.
Der überwiegende Teil der finanziellen Unterstützung wird von religiösen Stiftungen aufgebracht, die in ihren Statuten ausdrücklich die Missionierung als Ziel angeben. Neben Philip F. Anschutz sowie Roberta und Howard Ahmanson (Fieldstaed & Company, H. Ahmanson ist gleichzeitig Mitglied im Direktorengremium des Discovery Institutes) gehören z. B. die beiden auf evangelikale christliche Missionsarbeit ausgerichteten Stewardship Foundation und die Maclellan Foundation zu den Unterstützern.
Neben diesen christlich-konservativen Geldgebern werden einige Projekte des Discovery Institutes auch von weltlichen Stiftungen unterstützt. So förderte die Bill & Melinda Gates Foundation im Jahr 2000 das Verkehrsinfrastruktur-Projekt Cascadia mit einer Million Dollar und versprach 2003 eine weitere Förderung des Projektes mit insgesamt 9,35 Millionen Dollar über zehn Jahre. Auch einige andere weltliche Stiftungen förderten dieses Cascadia-Projekt des Discovery Institutes. Nachdem Journalisten diese Stiftungen auf die Verbindungen des Discovery Institutes zur im akademischen Bereich als pseudo- oder außerwissenschaftlich eingestuften Intelligent-Design-Kampagne aufmerksam machten distanzierten sich ihre Sprecher von Intelligent Design und betonten, dass die Fördergelder ausschließlich für das Cascadia-Projekt verwendet würden.